# 柯浩然
柯浩然，1986年11月17日—），本名柯皓然，汉族，中國大陆歌手，畢業於北京舞蹈学院。2007年，代表中国大陆参加香港TVB8举行的《TVB全球华人新秀歌唱大赛》，最终获得总冠军、金麦克风大奖和大无畏奖，从而踏入歌坛。

## 簡历
柯浩然於2005年获中央电视台“星光大道”周冠军；
2007年獲快乐男声长沙赛区50强；
2007年第26届香港TVB全球华语歌手大赛冠军；
2009年旅游卫视《麦克达人甜蜜派》全国三强（搭档孟蒙），进行为期一个月的纽约维也纳新加坡“音乐之旅”。
2010年 2010快乐男声杭州赛区25强，晋级全国60强。

## 主要作品

### 音乐剧
- 音乐剧《爱我就给我跳支舞》男一号
- 音乐剧《奉旨越狱》男一号

### 单曲
- 2006年 参加《满城尽带黄金甲》全球首映庆典，并演唱原创单曲《浩浩荡荡》；
- 2007年 音乐剧《爱我就给我跳支舞》同名主题曲；
- 2008年 《青春无敌》(颂今作曲、著名音乐人卞留念编曲、李咪作词)
- 2009年 发行单曲《痴情港湾》
- 2010年 并为中央电视台少儿频道《音乐快递》一周年作词、作曲并演唱周年歌《音乐快递一周岁》
- 2012年 新单曲《誓言》发行，电视剧《小鬼子走着瞧》片尾曲